# 클라이드뱅크 공습
클라이드뱅크 공습은 루프트바페가 스코틀랜드의 조선 및 군수품 생산 도시 클라이드뱅크에 두 차례 실시한 공습이었다. 폭격은 1941년 3월에 일어났다.
이 공습은 오늘날 영국 대공습으로 알려진 폭격 프로그램의 일부였다.

## 공습
1941년 3월 13일과 14일 밤에 있었던 공습의 결과로, 도시는 대부분 파괴되었고 스코틀랜드 전역에서 최악의 파괴와 민간인 인명 손실을 겪었다. 1,200명이 사망하고 1,000명이 중상을 입었으며 수백 명이 폭발 파편으로 부상당했다. 이틀 밤에 걸쳐 총 439대의 루프트바페 폭격기가 1,650개 이상의 소이탄 컨테이너와 272톤의 폭탄을 투하했다. 약 12,000채의 집 중 단 8채만이 손상되지 않았으며 — 4,000채는 완전히 파괴되었고 4,500채는 심하게 손상되었다. 35,000명 이상이 집을 잃었다.
또한 일부 폭탄은 올드 킬패트릭의 집수 학교인 개빈번 초등학교를 파괴하여 얼마 후 재건해야 했다.
클라이드뱅크의 연합국을 위한 선박 및 군수품 생산은 이 도시를 (마치 배로 공습처럼) 표적으로 만들었다. 주요 표적에는 존 브라운 앤 컴퍼니 조선소, ROF 달뮤어, 그리고 싱어 코퍼레이션 공장이 포함되었다. RAF 전투기들은 공습 중에 두 대의 항공기를 격추시켰지만, 대공포에 의해 격추된 것은 없었다.

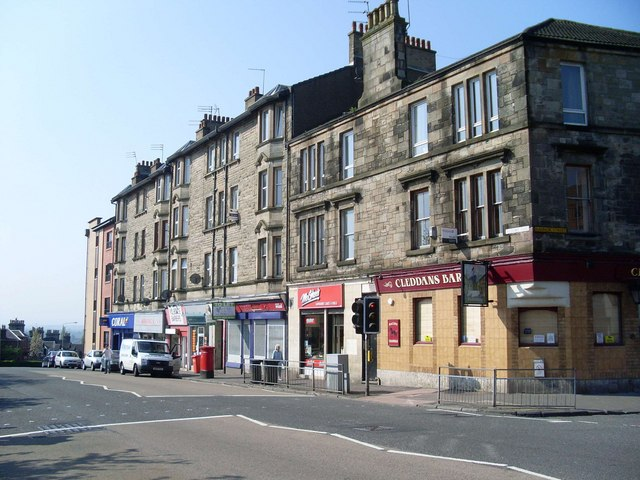
오른쪽 건물은 공습에서 살아남은 몇 안 되는 건물 중 하나였다.

그의 저서 "스코틀랜드 상공의 루프트바페: 1939-45년 독일의 스코틀랜드 공습 역사"에서 아마추어 역사가 레스 테일러는 클라이드뱅크 공습을 전시 스코틀랜드에서 "가장 파멸적인 사건"으로 특징지었다. 그는 3월 13일 공습은 테러 공격을 의도한 것이 아니었지만, 특정 목표물 근처에 많은 주택이 있었기 때문에 광범위한 피해를 입혔으며, 다음 날 밤의 폭격은 "사기를 꺾고 사람들에게 전쟁 종식을 요구하도록 강요하려는" 테러 공격이었다고 주장한다. 그러나 그것은 "정반대의 효과를 가져와 스코틀랜드의 전쟁 의지를 강화시켰다."

## 공습의 효과
도시의 바로 서쪽에는 약 130 에이커 (53 ha)에 달하는 클라이드사이드의 주요 해군성 석유 저장 시설이 위치해 있었다. 루프트바페 목표 지도에서는 이 지역을 주요 목표로 분류했다. 공습 후 조사에서는 96개의 폭탄 구덩이가 확인되었다. 11개의 탱크가 파괴되었고 7개가 심하게 손상되었다. 그 결과 발생한 화재는 4주 이상 지속되었다. 바로 동쪽에 위치한 클라이드뱅크는 근접성으로 인해 큰 피해를 입었다. 1941년 클라이드뱅크는 약 2 마일 (3 km) 길이의 작은 산업 도시였고, 점유된 도시 경관 공간은 1 1⁄2 제곱마일 (4 km2)가 조금 넘었다. 산업과 주택의 밀접한 혼합으로 인해 목표물 식별이 어려웠고, 이는 치명적인 주택 손실로 이어졌다.
많은 산업 목표물들이 심하게 손상되었다. 싱어의 목재 야드가 파괴되었고 싱어의 본 건물은 심하게 손상되었다. 로지시 독과 존 브라운 조선소는 심각한 소이탄 피해를 입었다. 윌리엄 비어드모어 앤 컴퍼니는 용광로와 관련 산업 인프라를 잃었다. 학교, 교회, 그리고 밀집된 도시 지역들은 소이탄의 희생자가 되었다.

## 전쟁 기념물
주요 공습 기념비는 클라이드뱅크 위 달노타르 묘지에 위치해 있다. 이는 예술가 톰 맥켄드릭이 디자인한 청동 주조판이 하단에 있는 견고한 화강암 기념비로 구성되어 있다. 주조물에는 528명의 희생자 이름이 새겨져 있다. 기념비는 클라이드뱅크의 미청구 사망자 유해 위에 세워져 있다.

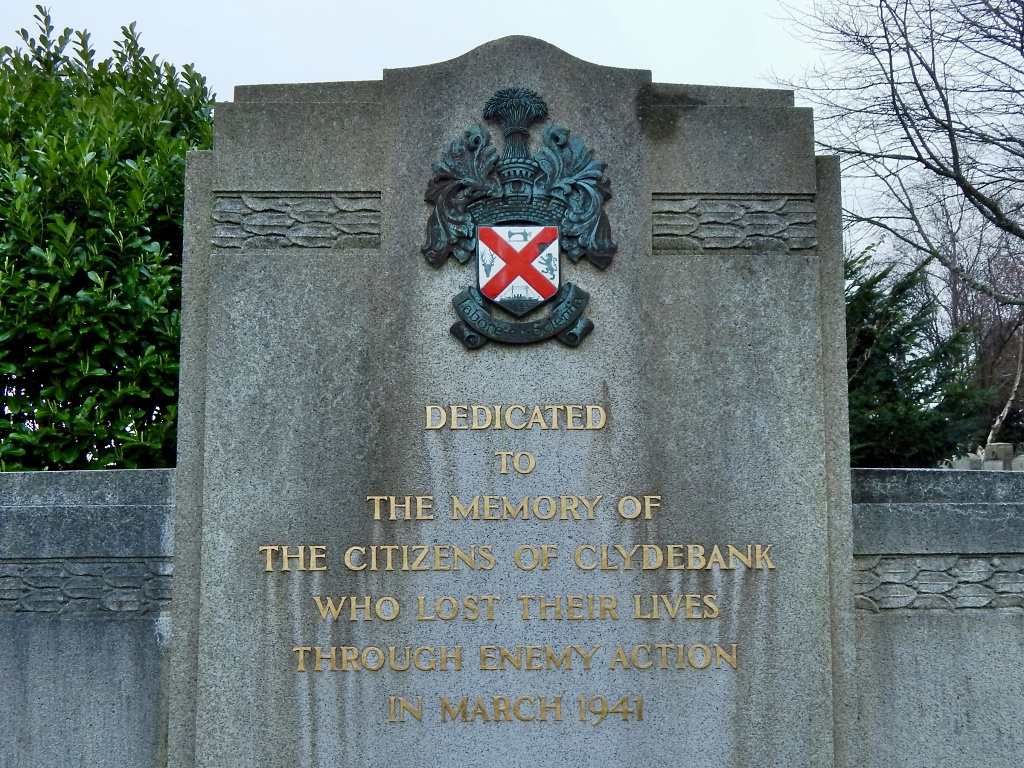
클라이드뱅크 공습 기념비 (geograph.org.uk)

추가 기념비는 폴란드 구축함 ORP Piorun의 승무원들을 기리기 위해 세워졌다. 이 구축함은 존 브라운 앤 컴퍼니 조선소의 부두에서 도시를 방어하는 데 도움을 주었다. 이 기념비는 시청 바로 맞은편에 위치해 있으며, 시청 자체에는 제1차 세계 대전과 제2차 세계 대전 동안 사망한 클라이드뱅크 시민들을 기리는 사당이 있다. 그레이엄 애비뉴에도 또 다른 전쟁 기념비가 있다. 1941년 5월에 폭격으로 집을 잃은 민간인 톰 라이트가 만든 녹음은 2007년에 발매된 아카이브 오디오북 CD "The Blitz"에 수록되어 있다.
매년 클라이드뱅크 공습 기념일에 킬보위 세인트 앤드류 교구 교회에서 추모 예배가 열리며, 그곳에 기념 정원이 있다. 이곳은 공습 폭격에서 살아남은 유일한 스코틀랜드 교회 건물이다. 1997년, 100주년 기념 행사 중 하나로, "블리츠 채플"이라는 이름의 클라이드뱅크 공습 희생자들을 기리는 기념 예배당이 교회에 추가되었다. 교회에는 예술가 톰 맥켄드릭이 만든 공습 이미지를 묘사한 세 폭 제단화가 전시되어 있다.

## 참고 문헌
- Macleod, John: "River of Fire: The Clydebank Blitz", Birlinn Ltd, 2010, 256 pages. ISBN 1-84341-049-4.
- Macphail, I.M.M.: "The Clydebank Blitz", West Dunbartonshire Libraries & Museums, 2007, 118 pages. ISBN 0-9537736-2-0
- McCloskey, Keith. From the Blitz to University Flying: Essays on Glasgow's Aviation History. Published on Amazon., 2019. ISBN 978 1706079569.
- Taylor, Les: "Luftwaffe over Scotland: a history of German air attacks on Scotland, 1939-45",  Whittles Publishing, 2010, 160 pages. ISBN 1-84995-000-8